# Acúrsio
Acúrsio (em latim: Acursius; Impruneta, perto de Florença, 1182/85 — Bolonha, 1260/63) foi um jurista italiano.

## Vida
Considerado como o renovador do direito romano, foi influente professor da Universidade de Bolonha, com ele se encerra a série dos glosadores. Sua obra (comentários e notas sobre o Codex, as Institutas e o Digesto) editada sob o título Glossa ordinaria (Lião, 1589), redigida na sua quinta da Ricardina, depois de 40 anos de magistério, gozou de grande autoridade e foi observada como lei pelos tribunais do seu tempo. Mesmo no direito português suas glosas (e as dos predecessores e contemporâneos, por ele coligidas) eram aceitas como regras supletivas do Código Manuelino.
Compôs a Magna Glosa sobre o Corpo do Direito Civil, obra fundamental de interpretação e consulta até à Idade Moderna.